# Bata Shoe Museum

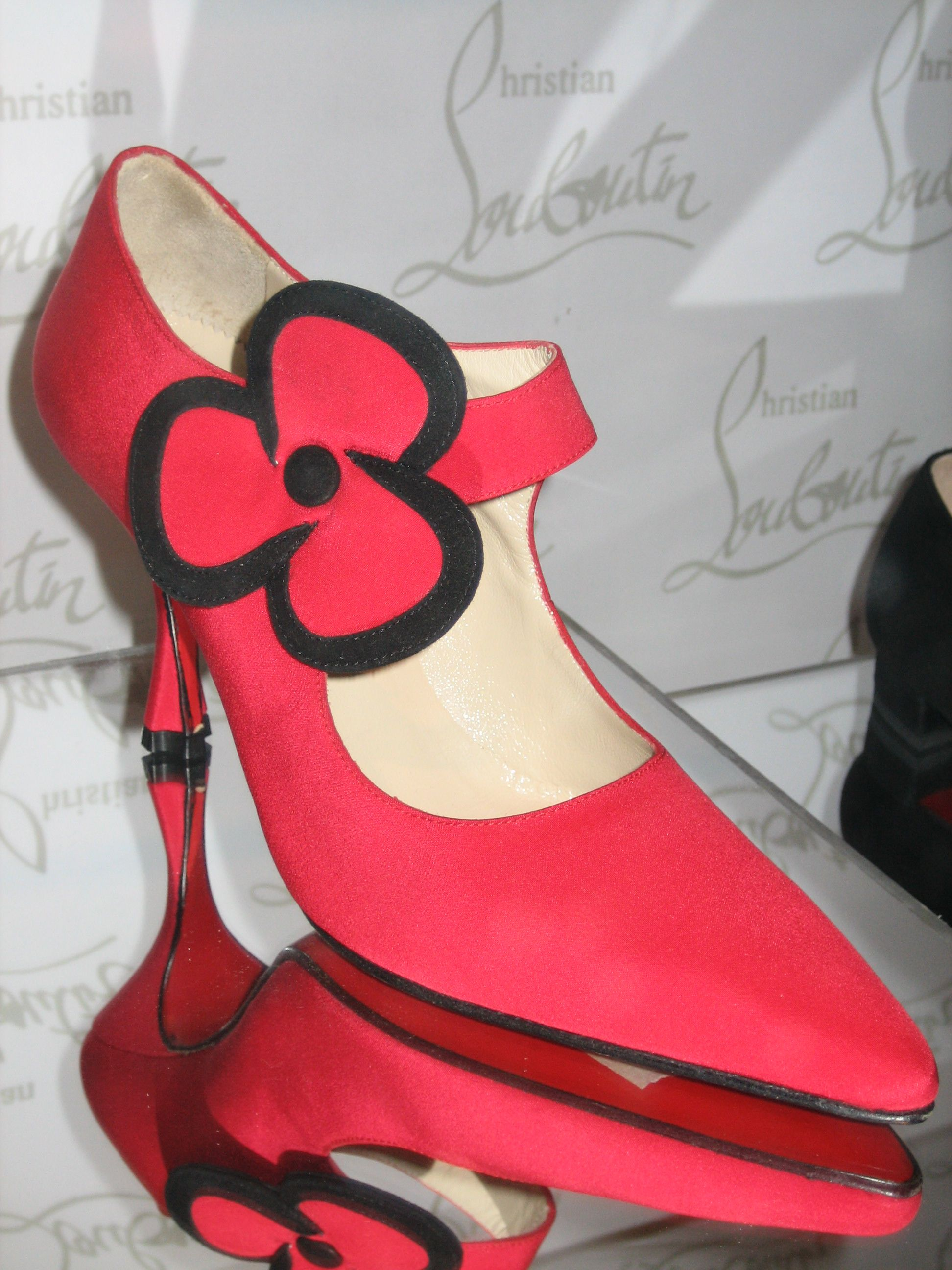
Sko av Christian Louboutin.

Bata Shoe Museum är ett skomuseum i Toronto, Kanada. Det grundades 1979 av familjen Bata, och är sedan juni 1995 inrymt i en egen byggnad i stadens kulturdistrikt (Bloor Street Culture Corridor). Museet samlar, bevarar, visar och forskar om skor från hela världen. Det rymmer mer än 13 500 föremål från olika tidsepoker. 